# III Batalion Saperów
III batalion saperów (III bsap) – pododdział saperów  Wojska Polskiego w II Rzeczypospolitej.

## Historia batalionu
III batalion saperów, powstał w grudniu 1919 r. z 3 i 5 kompanii II batalionu 1 pułku inżynieryjnego. Kompanie te zostały przemianowane w 1 i 2 kompanię saperów. Od tego czasu batalion walczy w składzie dowództwa i 1 kompanii saperów przy 3 Dywizji Piechoty Legionów, a 2 kompania saperów do września 1920 roku w składzie 1 Dywizji Piechoty Legionów, a następnie do stycznia 1921 roku w składzie 3 Armii, w którym to czasie odchodzi do 3 Dywizji Piechoty Legionów.
W 1920 roku w skład batalion weszła 3 kompania saperów i kolumna saperska nr 3. Batalionem dowodził początkowo kapitan Artur Włodzimierz Górski następni w zastępstwie porucznik Stanisław Perko, a kolejnym dowódcą został porucznik Stanisław Arczyński, dowodzi nim do końca wojny i później do sierpnia 1925 roku. 
Do najświetniejszych czynów tego batalionu zaliczyć należy obronę Lwowa – Persenkówki. 13 stycznia  1919 roku w czasie wypadu na Kozice i Damanyż zginął śmiercią bohaterską dowódca 1 kompanii saperów podporucznik Marian Ejzert. 17 i 18 lutego 1919 w czasie wypadu na Korzec ginie podporucznik Ludwik Nebelski. 20 czerwca 1920 r., ginie wraz z całym plutonem podporucznik Kazimierz Gawkowski. Szlak marszu 3 batalionu saperów to Lwów–Wilno–Dźwińsk–Kijów–Warszawa.
W 1921 roku III bsap został włączony w skład 2 pułku saperów kaniowskich w Puławach. W 1925 roku w skład III bsap została włączona jedna z kompanii zlikwidowanego XXVII bsap. Kompania ta została przemianowana na 3/III bsap. 
W 1929 roku batalion został rozformowany.

## Żołnierze batalionu
Dowódcy batalionu
- kpt Artur Włodzimierz Górski (20 XI 1918 – I 1919 ?)
- por. Stanisław Perko (p.o. od XII 1919[2])
- por. Stanisław Arczyński (1920 - VIII 1925[2])
- mjr Zenon Lenczewski[3] (VIII 1926[4] – XII 1929)

Oficerowie
- por. Bohdan Staniszewski – dowódca 3/III bsap †9 VI 1920[5]
- ppor. Marian Ejzert - dowódca 1/III bsap †13 I 1919 Persenkówka, pośmiertnie odznaczony VM i KW[6]
- ppor. Ludwik Nebelski †17 II 1919 Kozice, pośmiertnie odznaczony VM[7]
- ppor. Kazimierz Gawkowski †28 VI 1920 Korzec, pośmiertnie odznaczony VM[7]
- ppor. Mieczysław Niedzielski
- por. Władysław Weryho